# DHC (기업)
주식회사 DHC(일본어: 株式会社ディーエイチシー)는 일본의 화장품 및 건강기능식품 판매 회사로 미국, 중국, 대만, 홍콩 등에 지사를 두고 있다. 1972년 설립되었다. 대표 브랜드 이름은 올리버 버진 오일이다.

## 같이 보기
- 일본문화채널 사쿠라
- 일본회의